# Eudarcia tetraonella
Eudarcia tetraonella is een vlinder uit de familie van de Meessiidae. Deze soort is voor het eerst wetenschappelijk beschreven als Tinea tetraonella door Thomas de Grey Walsingham in een publicatie uit 1897.
De soort komt voor in de Caraïben.